# Det stora kriget (roman)
Det stora kriget (org. The Third Book of the Swords), ISBN 91-7898-190-5, är en fantasybok från 1984 skriven av Fred Saberhagen. Den svenska översättningen är gjord av Kerstin Kvisler och gavs ut 1992.